# Oriole masqué
Icterus cucullatus
Espèce
Statut de conservation UICN

 LC  : Préoccupation mineure
L’Oriole masqué (Icterus cucullatus) ou Oriole à masque, est une espèce d'oiseaux de la famille des Icteridae.

## Description morphologique

### Aspect et plumage
Il existe un fort dimorphisme sexuel chez cette espèce. Le mâle adulte a la calotte, les joues, le croupion et les parties inférieures jaune ou jaune-orangé, le dos, les ailes, et la queue sont noirs, de même qu'une grande tache couvrant les yeux et descendant jusqu'en haut de la poitrine. Certaines plumes du dos ont une bordure pâle, de même que certaines rémiges. La femelle est verdâtre sur le dessus, jaune verdâtre sur le dessous ; son dos et ses ailes sont grisâtres, avec parfois deux bandes plus sombres.
Les deux sexes présentent deux barres blanches sur les ailes, celle du haut étant plus large et plus nette que celle du bas, pas toujours très visible. Leur bec est noir avec du gris argenté à la base, surtout sur la mandibule inférieure. Leurs pattes sont gris argenté.
Les juvéniles ressemblent à la femelle adulte, mais les jeunes mâles possèdent déjà une bavette sombre, un peu moins développée que chez le mâle adulte.

### Mensurations
Cet oiseau, à l'âge adulte, mesure de 18 à 20 cm de long et pèse en moyenne 24 ou 25 g.

### Espèces similaires
L'Oriole masqué mâle ressemble fortement à l'Oriole à gros bec (Icterus gularis), mais ce dernier est plus grand et plus massif, à un bec plus fort et entièrement noir, une bavette qui n'inclut pas les joues, et une barre alaire jaune-orangé.
Le mâle Oriole à ailes blanches adulte ne ressemble à l'Oriole masqué que de loin : il a en effet la calotte et la nuque noires (alors qu'elles sont jaune ou orangé chez l'Oriole masqué), la bavette est ici réduite à une bande noire sur l'œil et un peu de noir sur le menton et la gorge. L'aile porte une grande bande blanche et la queue n'est noire que sur la partie distale, le reste étant jaune ou orangé.
La femelle et le mâle juvénile de l'Oriole des vergers ressemblent à leur homologue Oriole masqué, mais ils ont une queue et un bec plus courts et la deuxième barre alaire blanche est plus nette.
Le mâle Oriole à dos rayé a un dos rayé d'orange et de noir et une queue plus courte. La femelle adulte ressemble à un Oriole masqué mâle juvénile, mais a un dos plus orange et avec quelques rayures noires, la queue plus courte et davantage de blanc sur les rémiges.

## Comportement

### Alimentation
Bien qu'essentiellement insectivore, cette espèce diurne consomme aussi des fruits et du nectar en été. L'Oriole masqué cherche insectes, araignées et fruits dans les arbres et les buissons ; il est capable de se suspendre tête en bas dans ses recherches. Il puise du nectar dans de nombreuses espèces de végétaux à fleurs tubulaires, qu'elles soient natives ou exotiques, notamment les agaves, les aloès, les hibiscus et les lis. L'Oriole perce la base de la fleur afin de prélever le nectar, n'ayant de fait aucun rôle positif dans la pollinisation de ces fleurs,.

### Comportement social

#### Relations intraspécifiques
Les cris d'appel sont des ouiiit ? sifflés ou une série de notes babillantes. Le chant est constitué de phrases désordonnées comprenant des sifflements, des trilles gutturales ou des sons cliquetants.

#### Relations interspécifiques
L'Oriole masqué est souvent victime du parasitisme de couvée de la part du Vacher à tête brune et tout particulièrement du Vacher bronzé,. La plupart des nids d'Oriole masqué contiennent un ou plusieurs œufs de vachers.
Cette espèce subit de plus la prédation des Corvidés, des geais et des faucons. De son côté, elle exerce une pression de prédation sur les populations d'insectes et permet la limitation de leur prolifération.

### Reproduction
L'Oriole masqué niche de début avril à juin. Lors de la parade nuptiale, qui a généralement lieu sur un perchoir élevé, le mâle s'approche de la femelle en exécutant de profondes révérences, puis sautille autour d'elle en chantant doucement, le bec ouvert et pointant vers le haut. Une femelle consentante lui répondra parfois de la même manière.
La ponte peut avoir lieu deux, voire trois fois par an. Elle comprend de 3 à 5 œufs (4 en moyenne) de couleur mate, blancs, jaune pâle ou blanc bleuté, et légèrement tachetés de brun-gris ou de brun violacé. Ces œufs mesurent 22 mm de longueur en moyenne,.
Le nid, essentiellement bâti par la femelle en 3 à 5 jours, est un sac suspendu constitué de fibres végétales (herbes fibreuses, fibres dilacérées de feuilles de palmier ou de yucca...) Profond d'environ 10 cm et large d'autant, ce nid présente une ouverture située vers le haut. Il est suspendu à une branche d'arbre ou à une fronde de palmier, à une hauteur située entre 2 et 15 m,,.
L'incubation dure de 12 à 14 jours (13 en moyenne) et est assurée par la femelle exclusivement. Les petits, nidicoles, sont nourris par les deux parents, d'abord par régurgitation durant 4 ou 5 jours, puis avec une nourriture solide. Ils prendront leur essor vers le 14e jour après l'éclosion,,.

### Longévité
Cette espèce peut vivre 6 ans en liberté.

## Répartition et habitat

Carte de répartition de l'espèce.
En vert : zones d'habitat permanent ;
En jaune : zones de nidification ;
En bleu : zone d'hivernage.

C'est à l'origine un oiseau de bord de rivière des zones arides ou désertiques, mais il s'est adapté aux plantations humaines d'arbres ou de palmiers dans les parcs, jardins, oasis et vergers.
La limite nord de son aire de répartition passe par le centre de la Californie et va jusqu'au Texas et au Nouveau-Mexique ; la limite sud se situe dans le Sud du Mexique.
Les populations du sud des États-Unis et du nord du Mexique, c'est-à-dire du nord de son aire de répartition, n'y sont présentes que de mars à mi-septembre, époque à laquelle l'Oriole masqué part vers le sud et ses quartiers d'hiver. Ces populations hivernent à l'ouest du Mexique, du sud de l'État de Sonora jusqu'à l'état d'Oaxaca,. Les populations du sud du Texas, de l'est du Mexique et du Yucatan et de la péninsule de Basse-Californie sont résidentes à l'année,.

## Systématique
Originellement placée dans la famille des Icteridae, l'espèce a temporairement été considérée comme faisant partie des Fringillidae dans la classification de Sibley et Monroe, la famille des Icteridae ayant été rétrogradée en sous-famille des ictérinés (ou Icterinae). L’American Ornithologists' Union, l’European Ornithologists' Union et le Congrès ornithologique international ont par la suite redonné son ancien statut à la famille des Icteridae[réf. nécessaire].
D'après la classification de référence (version 5.2, 2015) du Congrès ornithologique international, cette espèce est constituée des cinq sous-espèces suivantes (ordre phylogénique) :
- Icterus cucullatus nelsoni Ridgway, 1885 ;
- Icterus cucullatus trochiloides Grinnell, 1927 ;
- Icterus cucullatus cucullatus Swainson, 1827 ;
- Icterus cucullatus sennetti Ridgway, 1901 ;
- Icterus cucullatus igneus Ridgway, 1885.

## Statut et préservation
L'aire de répartition de cette espèce étant importante (plus d'un million de kilomètres carrés) et sa population étant stable (voire en léger accroissement) et estimée à environ 610 000 individus, l'IUCN l'a classée en catégorie LC (préoccupation mineure).
L'Oriole masqué fait cependant partie des oiseaux protégés par le Migratory Bird Treaty Act.

## Galerie

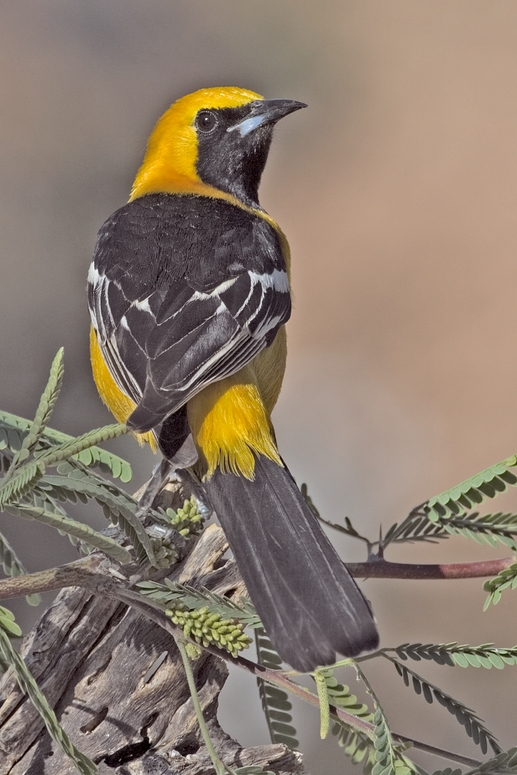
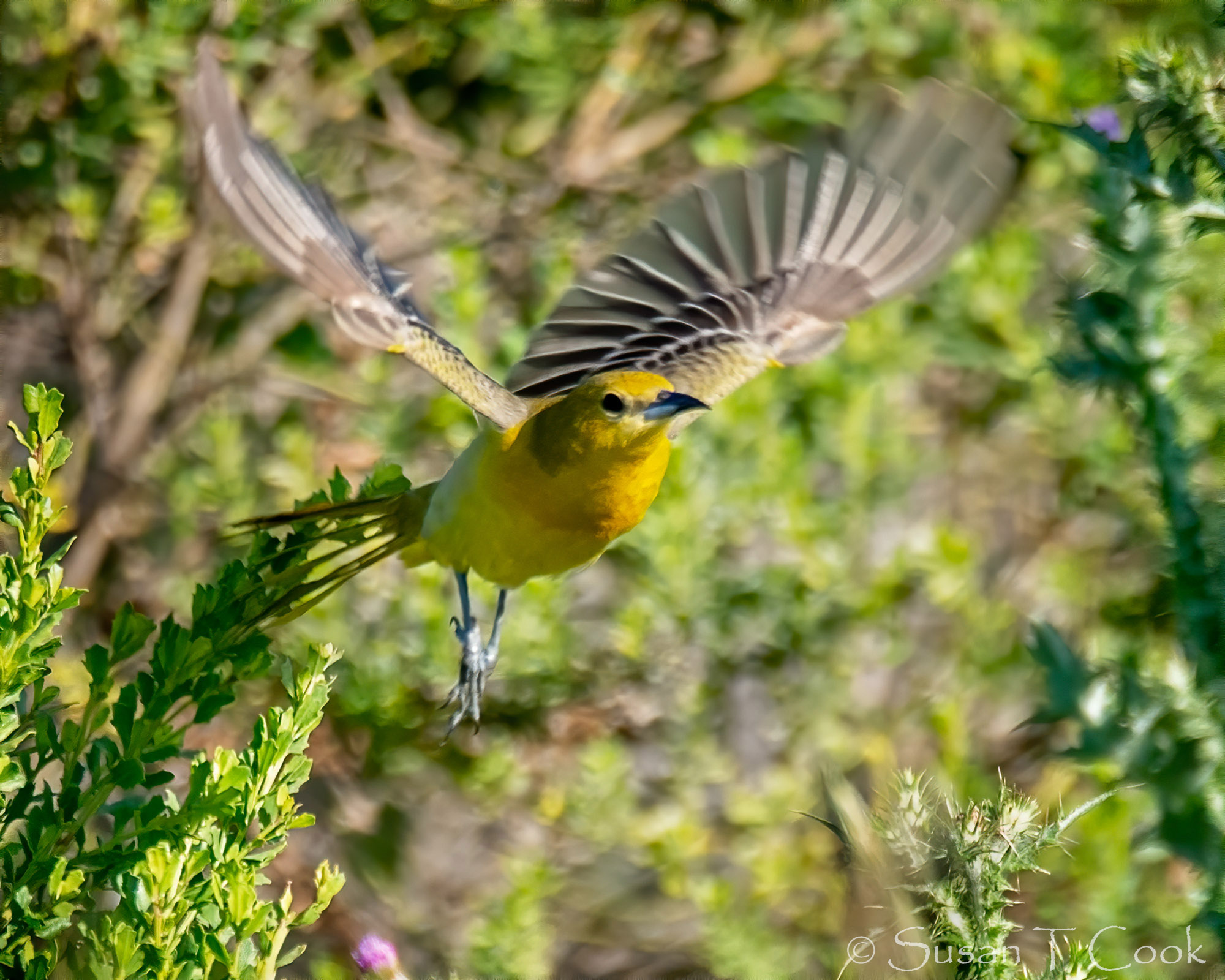
Une femelle en vol
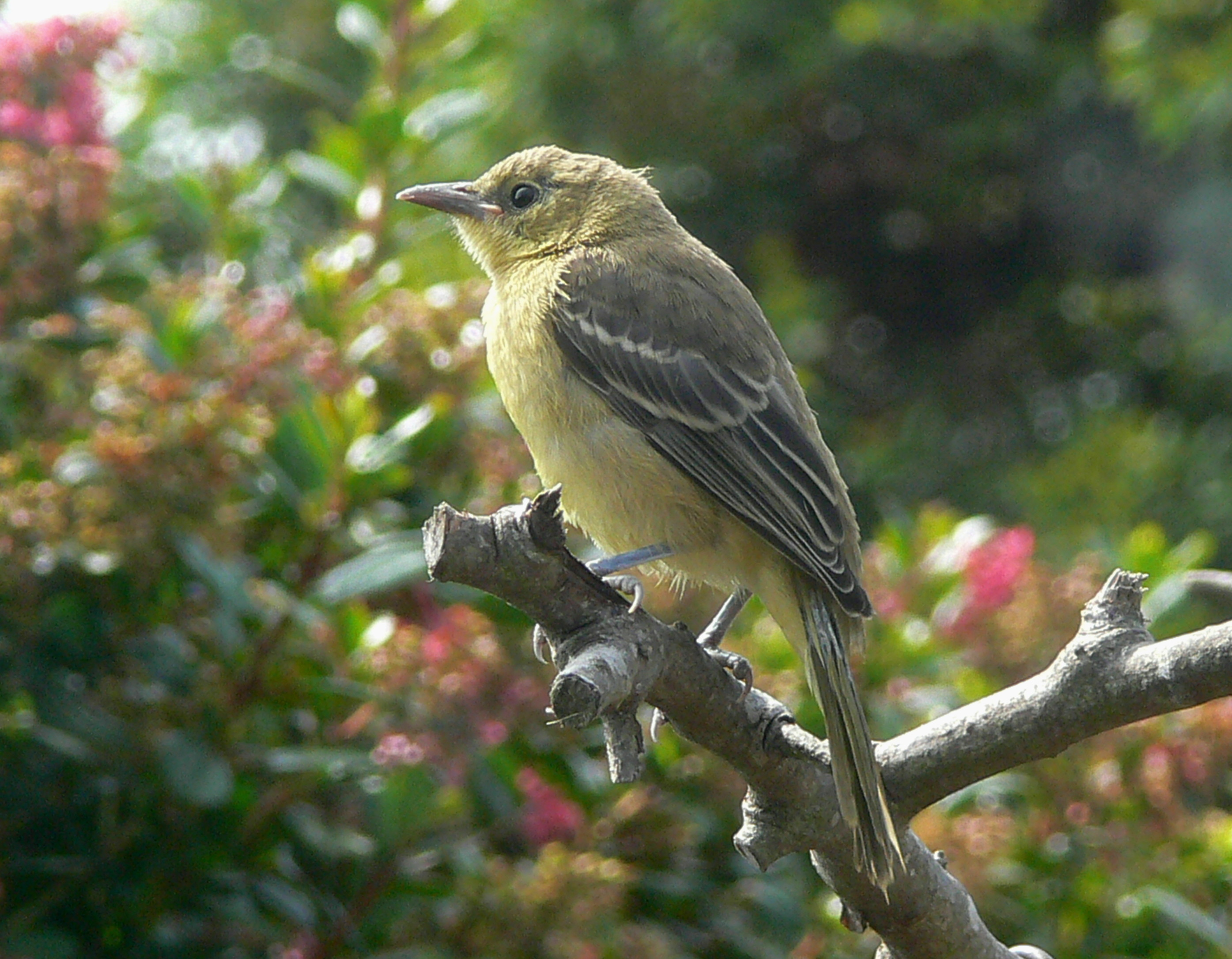
♀

### Autres médias
- Galerie de photos de l'Oriole masqué (Hooded oriole) sur le site Calphotos, University of California, Berkeley.
- Galerie Flickr sur Avibase, concernant l'Oriole masqué (Icterus cucullatus) Swainson, 1827.
- Bandes sonores de chants, appels et autres manifestations vocales de l'Oriole masqué sur xeno-canto.
- Vidéos et photos de l'Oriole masqué sur IBC (Internet Bird Collection)